# 生態女性主義
生態女性主義（ecofeminism或ecological feminism）是種政治與社會運動。它相信對女人的壓迫與自然的退化之間存在著某種關係。生態女性主義理論者考慮性別歧視、對自然的控制、種族歧視、物種至上主義（speciesism）、與其他各種社會不平等，之間的交互關聯性。

## 生態女性主義的分析理論
生態女性主義是由女性主義與生態學思想結合產生的。它相信導致壓迫與支配女人的的社會心態，是直接關聯到導致濫用地球環境的社會心態。
生態女性主義從批判西方現代世界觀中的等級二元論及統治邏輯著手，指出這種男性中心（androcentric）、分析性及機械論的「科學」世界觀如何造成西方男性同時對自然、女性（及／或不同族裔等）的壓迫，並指出這種種不同的壓迫怎樣因男性統治/主導的心態糾結在一起，視女性/自然同為他者，以至她們認為解放女性／自然被歧視的運動必須同時被認知及進行。
由於這種認識把女性解放和自然的解放緊縛在一起，生態女性主義者遂視尊重自然的前現代（pre-modern）世界觀中的古老智慧為寶貴的理論資源。前現代的世界觀把自然看為整全的（holistic）有機體，承認自然的內在價值（immanence value），相信人與其他物種、大地的價值是平等的，而且組成一個不可分割的有機整體。

## 生態女性主義的不同流派
自然/文化生態女性主義認為女性本質上與自然是密切連繫的，傳統女性美德能夠培養更少侵略性、更能持續發展的生活方式。格里芬（Susan Griffin）反對柏拉圖式的二元論使男性以主人的心態馴養女性，就如馴養家畜及自然一樣，她指出女性須回到整全的物質/精神合一的岩穴，自然/女性的內在價值不能以文化的實用邏輯取代。另一位更激進的自然/文化生態女性主義戴利（Mary Daly）更主張拋棄邪惡的男性文化。她認為男性在婦科學中把女性的身體分割成為可分析的部分，就如把自然分析成為不同的生產資源，以對二者加以控制，甚至以各種污染把自然/女人毀滅。
精神的生態女性主義者不但承認女性本質上與自然的連繫，指出二元等級觀點為男性主宰自然/女性提供了基礎，甚至提倡古代女神崇拜。如斯塔霍克（Starhawk）更進一步通過女性身體的獨特經驗，讓基於大地的信仰為女性運動提供觀念及力量，如內在性（immanence）、互相關聯（interconnection）及慈悲的生活方式（compassionate life style）。
社會—建構主義的生態女性主義者主張削弱由社會建構的女性—自然關係，以免女性—自然的屈從地位互相強化。丁內斯坦（Dorothy Dinnerstein）提出破除「大機器社會」神話，因這種世界觀為男性操控自然/女性、忽視人與其他物種、大地的價值提供了理由，她又反對二元對立的思想、以結束對被貶低的女性/自然的壓迫。
社會主義生態女性主義者如米斯（Maria Mies）和希瓦（Vandana Shiva）指出由西方現代世界觀引申出的父權—資本主義使白人男性跟自然疏離，唯有把自然/女性作為殖民的對象，作為對接近自然的補償，她們主張應把自然有她自己的主體性，而人應該把當代科技與知識與古代智慧、傳統甚至巫術結合起來，以求重返人的自然性。

## 外部連結
- Dancing Rabbit Ecovillage （页面存档备份，存于）
- De/colonizing Nature, by Stephen Hui link ?
- www.ecofem.org （页面存档备份，存于）
- An Ecofeminist Look at the Patriarchal Social Order
- Ecofeminism Web Ring （页面存档备份，存于）
- Ecofeminism.net （页面存档备份，存于）
- Eve Online
- Carol Adams' Website （页面存档备份，存于）
- Starhawk's Website （页面存档备份，存于）
- Vandana Shiva's Website
- Vandana Shiva's organization in India
- Feminist Ecovillage Project （页面存档备份，存于）
- Catherine Keller's 2005 pdf article: Ecofeminism and the Democracy of Creation （页面存档备份，存于）
- An Ecology of Knowledge: Feminism, Ecology and the Science and Religion Discourse" by Lisa Stenmark